# Nueva Concepción
 (février 2022).
Si vous disposez d'ouvrages ou d'articles de référence ou si vous connaissez des sites web de qualité traitant du thème abordé ici, merci de compléter l'article en donnant les références utiles à sa vérifiabilité et en les liant à la section « Notes et références ».
Nueva Concepción est une commune du département d'Escuintla de la région sud-central du Guatemala.

## Géographie

### Localisation
|           | Patulul          | Sainte-Lucie Cotzumalguapa |
| Tiquisate | Nueva Concepción | La Gomera                  |
|           | océan Pacifique  |                            |

Elle se situe à une distance de 90 km de la capitale départementale Escuintla et dans le département d'Escuintla, lequel fait partie de la région Centre ou « Región V » du pays. Sa superficie totale est de 554,52 km2, ce qui constitue 6.27 % du territoire national.
Selon le dictionnaire géographique[réf. souhaitée], la capitale municipale du département de Nueva Concepción se localise à 147 km de la capitale du Guatemala par la route RN-11.  

### Climat
| Mois                                            | jan. | fév. | mars | avril | mai | juin | jui. | août | sep. | oct. | nov. | déc. |
| ----------------------------------------------- | ---- | ---- | ---- | ----- | --- | ---- | ---- | ---- | ---- | ---- | ---- | ---- |
| Température minimale moyenne (°C)               | 19   | 20   | 21   | 23    | 24  | 24   | 23   | 23   | 23   | 22   | 20   | 19   |
| Température maximale moyenne (°C)               | 33   | 33   | 34   | 35    | 33  | 30   | 31   | 31   | 30   | 30   | 31   | 32   |
| Température maximale moyenne la plus basse (°C) | 14   | 15   | 16   | 19    | 22  | 22   | 19   | 20   | 21   | 18   | 15   | 14   |
| Température minimale la plus haute (°C)         | 35   | 35   | 36   | 37    | 36  | 34   | 34   | 34   | 33   | 33   | 34   | 34   |
| Précipitations (mm)                             | 4    | 4    | 9    | 37    | 151 | 271  | 211  | 209  | 284  | 194  | 45   | 11   |

| Diagramme climatique                                  |       |       |        |         |         |         |         |         |         |        |        |
| J                                                     | F     | M     | A      | M       | J       | J       | A       | S       | O       | N      | D      |
| 33194                                                 | 33204 | 34219 | 352337 | 3324151 | 3024271 | 3123211 | 3123209 | 3023284 | 3022194 | 312045 | 321911 |
| Moyennes : • Temp. maxi et mini °C • Précipitation mm |       |       |        |         |         |         |         |         |         |        |        |

Nueva Concepción a un climat chaud (es) tropical, parcourue par neuf rivières, dont les principales sont le Río Coyolate (es) et la Río Madre Vieja (es)[réf. souhaitée].

## Politique et administration

### Divisions administratives
La commune est subdivisée en un village, trois quartiers, six colonies, vingt bourgades, cent trente-six caseríos (hameaux), quarante propriétés, et cinq haciendas[réf. souhaitée].

## Toponymie
La ville est nommée en honneur à sa sainte patronne la Vierge de l'Immaculée Conception, et chaque année, le 8 décembre, la ville célèbre sa fête titulaire en son honneur.

## Histoire
Historiquement, cette région a été une parcelle agraire avant de devenir une commune par décret gouvernemental le 15 février 1974, dont le territoire de 554 km² a été détaché des 892 km² de la commune voisine Tiquisate. La division de la parcelle s'est réalisée pendant la réforme agraire du président Jacobo Arbenz puisque les terres ont été données à la compagnie bananière américaine United Fruit Company, en usufruit pour les investissements que celle-ci y avait réalisés dans le pays pendant le gouvernement du général Jorge Ubico Castañeda, et avec la réforme agraire, a enlevé à ladite compagnie une part de ce territoire en propriété, aujourd'hui connu comme « La Faja ».
Elle était la plus jeune ville du département de Escuintla — puisque fondé le 21 mai 1974 — jusqu'à ce la commune de Sipacate (en) soit fondé le 14 octobre 2015.